# Univers observable
L'Univers observable est, en cosmologie, la partie visible de notre Univers. Il est donc une boule dont la limite est située à l'horizon cosmologique et dont la Terre constitue le centre. Il s'agit nécessairement d'une notion relative : d'autres observateurs, situés ailleurs dans l'Univers, n'ont pas la même boule observable, mais une autre, similaire et de même rayon, située ailleurs.
Du fait que notre Univers a un âge fini, d'environ 13,8 milliards d'années, la lumière des objets célestes situés au-delà de l'horizon n'a pas eu le temps de parvenir jusqu'à nous et ces objets sont donc encore invisibles ; néanmoins, l'Univers observable s'agrandit mécaniquement au cours du temps : son rayon est une seconde-lumière plus grand chaque seconde et une année-lumière plus grand chaque année, indépendamment de l'expansion de l'Univers.
Les objets les plus éloignés de l'Univers observable sont également ceux qui peuvent être observés dans leur état le plus primordial, le plus proche du Big Bang, car ce sont ceux dont la lumière a mis le plus de temps à parvenir à l'observateur. Ils sont également perçus avec un décalage vers le rouge d'autant plus grand qu'ils sont éloignés.

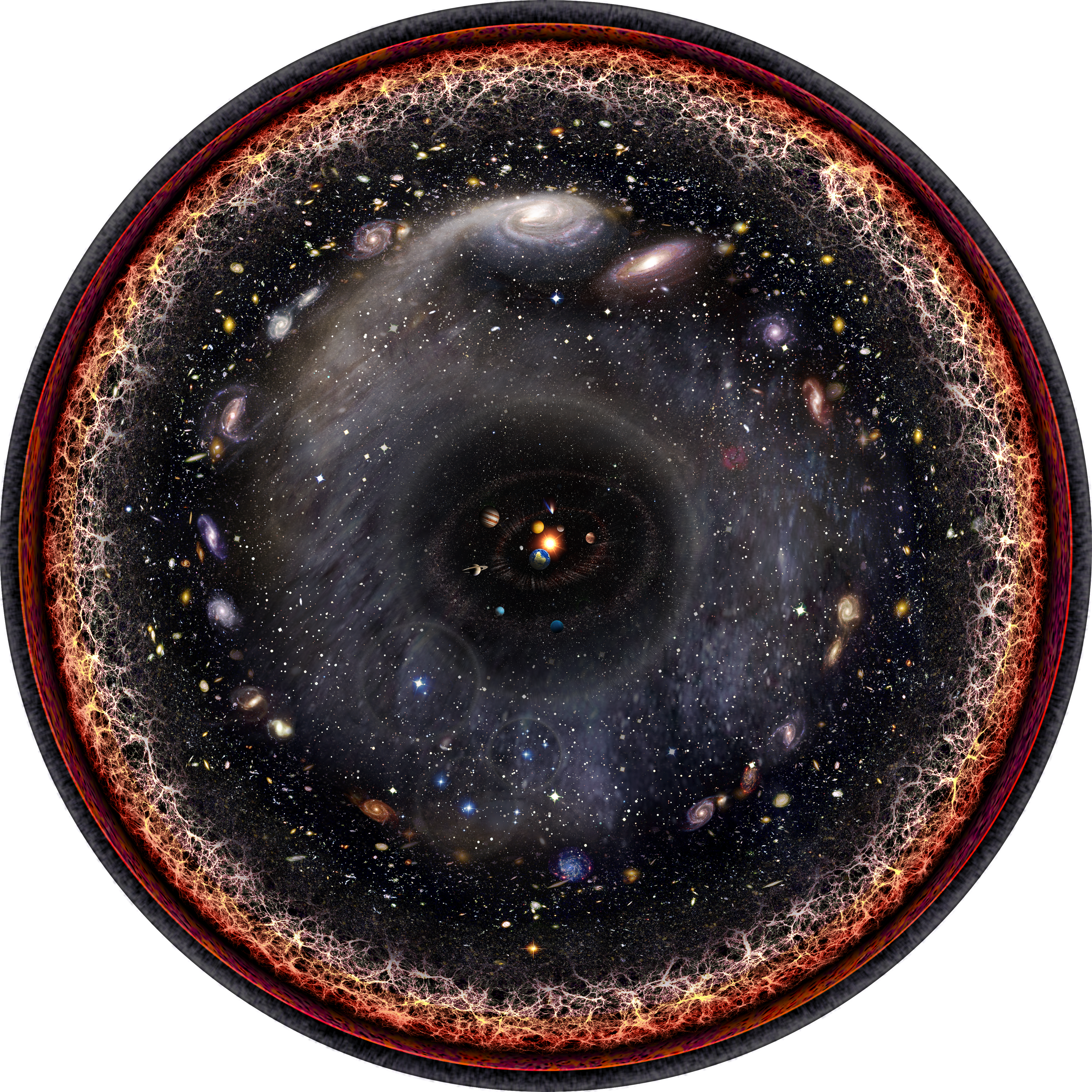
Représentation à l'échelle logarithmique de l'Univers observable comprenant, au centre, le Système solaire, et au fur et à mesure qu'on s'éloigne du centre, les étoiles proches, le bras de Persée, la Voie lactée, les galaxies proches, le réseau des structures à grande échelle, le fond diffus cosmologique et, à la périphérie, le plasma invisible du Big Bang.

## Forme
L'Univers observable est défini comme tout ce qui est observable et mesurable, et la vitesse de la lumière étant la vitesse limite, tout ce qui est situé au-delà de l'horizon cosmologique ne peut être observé ni ne peut influencer ce qui peut être observé. Le principe cosmologique, ainsi désigné à la suite d'Edward A. Milne (1896-1950), énonce que l'Univers observable est, à grande échelle, homogène et isotrope. L'Univers étant globalement identique dans toutes les directions, les rayons lumineux provenant de toutes les directions parcourent a priori la même distance dans le même temps. L'Univers observable à un instant donné est donc une boule dont l'observateur est le centre et dont le rayon est la distance parcourue par un signal lumineux pendant le temps d'existence de l'Univers à cet instant.
En pratique, l'Univers observable s'est longtemps réduit à l'univers visible à l'œil nu. Il est à présent limité par la surface de dernière diffusion qui peut être définie, en première approximation, comme la région de l'espace d'où a été émis, environ 380 000 ans après le Big Bang, le rayonnement électromagnétique observé aujourd'hui, le fond diffus cosmologique. Son anisotropie a été cartographiée par COBE, WMAP puis Planck. Le fond cosmologique de neutrinos, prédit dès 1953 par Ralph Alpher, James Follin et Robert Herman, n'a pas été détecté. Quant au fond cosmologique d'ondes gravitationnelles, sa détection par la collaboration BICEP2, annoncée le 17 mars 2014, est contestée,,. D'autre part, certaines régions de l'Univers observable ne sont pas visibles. Il s'agit des régions situées au-delà de l'horizon des trous noirs astrophysiques tels que les trous noirs stellaires, résultant de l'effondrement gravitationnel d'étoiles massives, ou les trous noirs supermassifs, situés au centre de galaxies.

## Perception
Ce que l'on peut observer et mesurer de l'Univers en est une image, et non l'Univers tel qu'il existe au moment où il est observé. Cette image est sensiblement différente du présent, du fait que la lumière se propage à vitesse finie, et de surcroît dans un Univers en expansion, ce qui s'accompagne de certains effets :
- l'Univers observable paraît fini alors que l'Univers est au moins beaucoup plus vaste et potentiellement infini ;
- la lumière reçue des objets les plus lointains est décalée vers le rouge et devient de moins en moins visible et énergétique à mesure que l'objet est lointain. C'est une autre raison de la finitude de l'Univers observable ;
- les objets astronomiques apparaissent d'autant plus jeunes (par rapport au Big Bang) qu'ils sont éloignés ;
- la distance de l'objet à l'observateur au moment où sa lumière a été émise et sa distance au moment où la lumière est reçue par celui-ci peuvent être très différentes. De plus, du fait de l'expansion de l'Univers, certains objets qui se trouvaient plus proches de l'observateur que d'autres lors de l'émission de la lumière paraissent à la réception en ordre inversé et plus éloignés[pourquoi ?]. À l'extrême, la position de la zone ayant émis le fond diffus cosmologique actuellement observable était relativement proche (environ 40 millions d'années-lumière), bien plus proche que d'autres objets observables actuellement, qui étaient plus éloignés au moment de l'émission de leur lumière[réf. nécessaire].

### Finitude et évolution du rayon
En tant que boule de rayon fini, l'Univers observable occupe un volume fini dans le temps et dans l'espace. Sa finitude résulte de ce que l'Univers a un âge fini et que la lumière se propage dans le vide à une vitesse finie. Ce volume ne représente qu'une fraction de l'Univers dans son ensemble, qui est potentiellement infini si sa courbure est nulle ou négative. Les mesures du fond diffus cosmologique montrent que la courbure spatiale de l'Univers est très faible ou nulle et suggèrent que l'Univers observable ne représente qu'au plus 2 % de l'Univers.
Le rayon de l'Univers observable s'agrandit continûment, du fait conjugué de l'expansion de l'Univers et de la vitesse de la lumière. Mais les distances aux objets s'accroissent également du fait de l'expansion. Le taux d'accroissement du rayon de l'horizon cosmologique est de:
{\displaystyle {\frac {dH_{p}}{dt}}=H_{p}(z)H(z)+c}
avec {\displaystyle H_{p}(z)} la distance de l'horizon cosmologique (ou horizon des particules, d'où {\displaystyle H_{p}}) au temps de regard vers le passé défini par le décalage vers le rouge {\displaystyle z}, {\displaystyle H(z)} la constante de Hubble à ce même temps, et {\displaystyle c} la vitesse de la lumière. La formule est une fonction de {\displaystyle z} et non de {\displaystyle t} étant donné les difficultés à connaître le temps de regard vers le passé en fonction de {\displaystyle z}.
{\displaystyle H_{p}(z)H(z)} étant la vitesse de récession des objets situés sur l'horizon cosmologique, on déduit de cette formule que chaque seconde de temps qui s'écoule nous fait découvrir une profondeur d'espace nouvelle de 300 000 kilomètres au-delà des objets s'éloignant le plus rapidement, et de nouveaux objets entrent donc constamment dans l'Univers observable pour ne plus jamais en sortir. Aujourd'hui, les objets les plus lointains s'éloignent à une vitesse de {\displaystyle 3,409c} et le rayon de l'Univers observable de {\displaystyle 4,409c}, et à la fin des temps les objets les plus lointains s'éloigneront à une vitesse tendant vers l'infini, mais le rayon de l'Univers observable les devancera toujours avec une vitesse {\displaystyle c}.
| Destin de l'univers  | {\displaystyle z} Décalage vers le rouge | {\displaystyle t} Temps de regard vers le passé | {\displaystyle \Omega _{m}(z)} Densité de matière | {\displaystyle \Omega _{\Lambda }(z)} Densité d'énergie | {\displaystyle H_{p}(z)} Rayon de l'Univers observable               | {\displaystyle {\frac {dH_{p}}{dt}}} Taux d'accroissement du rayon |
| -------------------- | ---------------------------------------- | ----------------------------------------------- | ------------------------------------------------- | ------------------------------------------------------- | -------------------------------------------------------------------- | ------------------------------------------------------------------ |
| Origine de l'Univers | {\displaystyle \infty }                  | 0                                               | 1                                                 | 0                                                       | 0                                                                    | {\displaystyle 3c}                                                 |
| Temps présent        | 0                                        | {\displaystyle t_{0}}                           | 0,278                                             | 0,722                                                   | {\displaystyle {\frac {2,672c}{H_{0}{\sqrt {\Omega _{\Lambda 0}}}}}} | {\displaystyle 4,409c}                                             |
| Fin des temps        | -1                                       | {\displaystyle \infty }                         | 0                                                 | 1                                                       | {\displaystyle \infty }                                              | {\displaystyle \infty (+c)}                                        |

Il serait scientifiquement inconséquent d'ignorer la partie non observable de l'Univers sous prétexte que nous ne pouvons pas la voir. C'est toute la force des modèles théoriques de pouvoir appréhender l'Univers dans son ensemble alors que nous ne pouvons en voir qu'une partie. En effet, d'une part la position de l'observateur dans l'Univers n'a pas de conséquence particulière sur l'observation. Le principe copernicien, ainsi désigné en l'honneur de Nicolas Copernic (1473-1543) et selon lequel la Terre n'occupe pas de position privilégiée dans le Système solaire, a été confirmé et étendu au Soleil, dès 1609, par Johannes Kepler (1571-1630), puis généralisé, dès 1697, par Isaac Newton (1643-1727). Le résultat est le principe de médiocrité, ainsi désigné à la suite d'Alexander Vilenkin, selon lequel il n'existe, dans l'Univers observable, aucun point d'observation privilégié. D'autre part, le principe cosmologique, ainsi désigné à la suite d'Edward A. Milne (1896-1950), qui énonce que l'Univers observable est, à grande échelle, homogène et isotrope, assure que les parties non observées de l'Univers sont, au même temps cosmique, probablement semblables à l'univers observé.

### Regard vers le passé

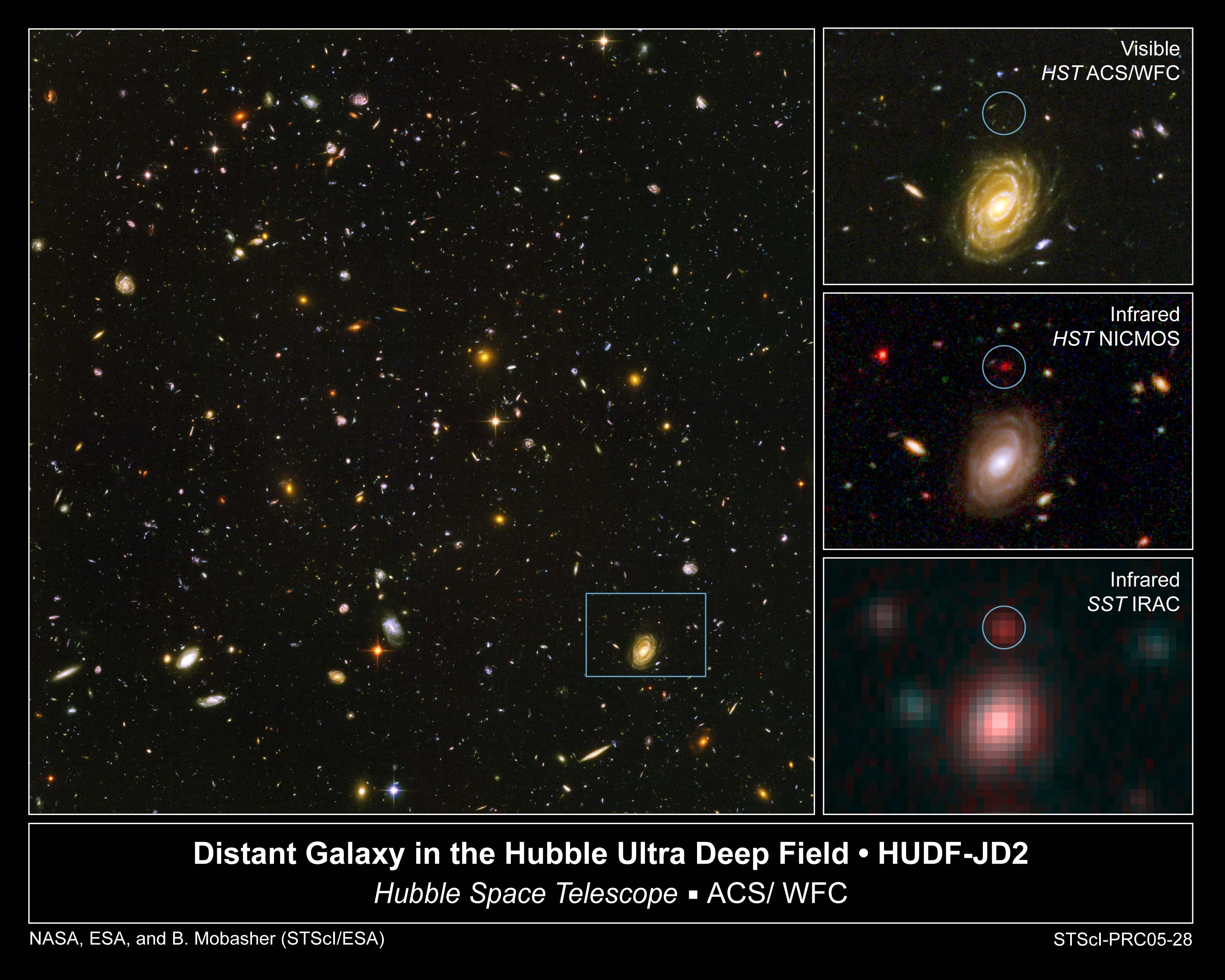
HUDF-JD2, galaxie primordiale mise en évidence dans le cercle situé sur les trois agrandissements à droite de l'image. Son décalage vers le rouge est d'environ z = 6,5, donnant un temps de regard vers le passé de 850 millions d'années après le Big Bang.

Les objets lointains de l'Univers observable n'apparaissent pas comme ils sont, au même temps cosmique que le moment de l'observation, mais comme ils étaient, au moment de l'émission de leur lumière. Plus les objets sont lointains, plus ils sont observés à un temps cosmique jeune ; l'objet astronomique qui apparaît aujourd’hui le plus lointain est le quasar ULAS J134208.10+092838.61, qui apparaît tel qu'il était 690 millions d'années après le Big Bang. Toutefois, au moment où il avait les caractéristiques aujourd’hui observées, ce n'était pas l'objet aujourd'hui observable le plus lointain de nous, loin de là.
L'appréciation de l'âge des objets observés par rapport au Big Bang n'est pas une chose facile et constitue la recherche du temps de regard vers le passé. Ce temps n'est pas directement observé et doit être déduit du décalage vers le rouge directement mesuré par rapport au décalage des raies spectrales du spectre électromagnétique de l'objet observé. La conversion de ce décalage en temps cosmique dépend du modèle cosmologique employé, ainsi que de la valeur de ses paramètres, qui sont souvent mal connus.

### Distance à l'émission et à la réception
Les objets astronomiques observés à de grands décalages vers le rouge sont, au même temps cosmique que l'observation, d'autant plus éloignés que leur décalage vers le rouge est grand. C'est la distance à la réception de la lumière, qui est plus grande que la vitesse de la lumière, multipliée par l'âge de l'objet, étant donné l'expansion de l'Univers. Nous ne pouvons pas savoir à quoi ressemblent ces objets à ce moment et à cette distance.
En revanche, nous voyons ces objets tels qu'ils étaient au moment de l'émission de leur lumière, où ils étaient à une distance plus proche de l'observateur, c'est la distance à l'émission. La distance à l'émission augmente avec le décalage vers le rouge pour les petits décalages, passe par une valeur maximale, puis diminue pour les grands décalages. Dans un univers modélisé selon une métrique FLRW, le décalage vers le rouge limite, après lequel la distance à l'émission diminue est de z = 5/4 = 1,25, représentant une distance d'à peu près 5 milliards d'années-lumière. Autrement dit, nous ne pouvons pas observer des objets qui étaient à plus de 5 milliards d'années-lumière de nous, au moment où ils étaient tels qu'ils apparaissent aujourd'hui. Le fond diffus cosmologique étant à un décalage vers le rouge très élevé, la partie de l'espace qui a généré ces photons était particulièrement proche de nous au moment de l'émission : environ 40 millions d'années-lumière.

## Taille

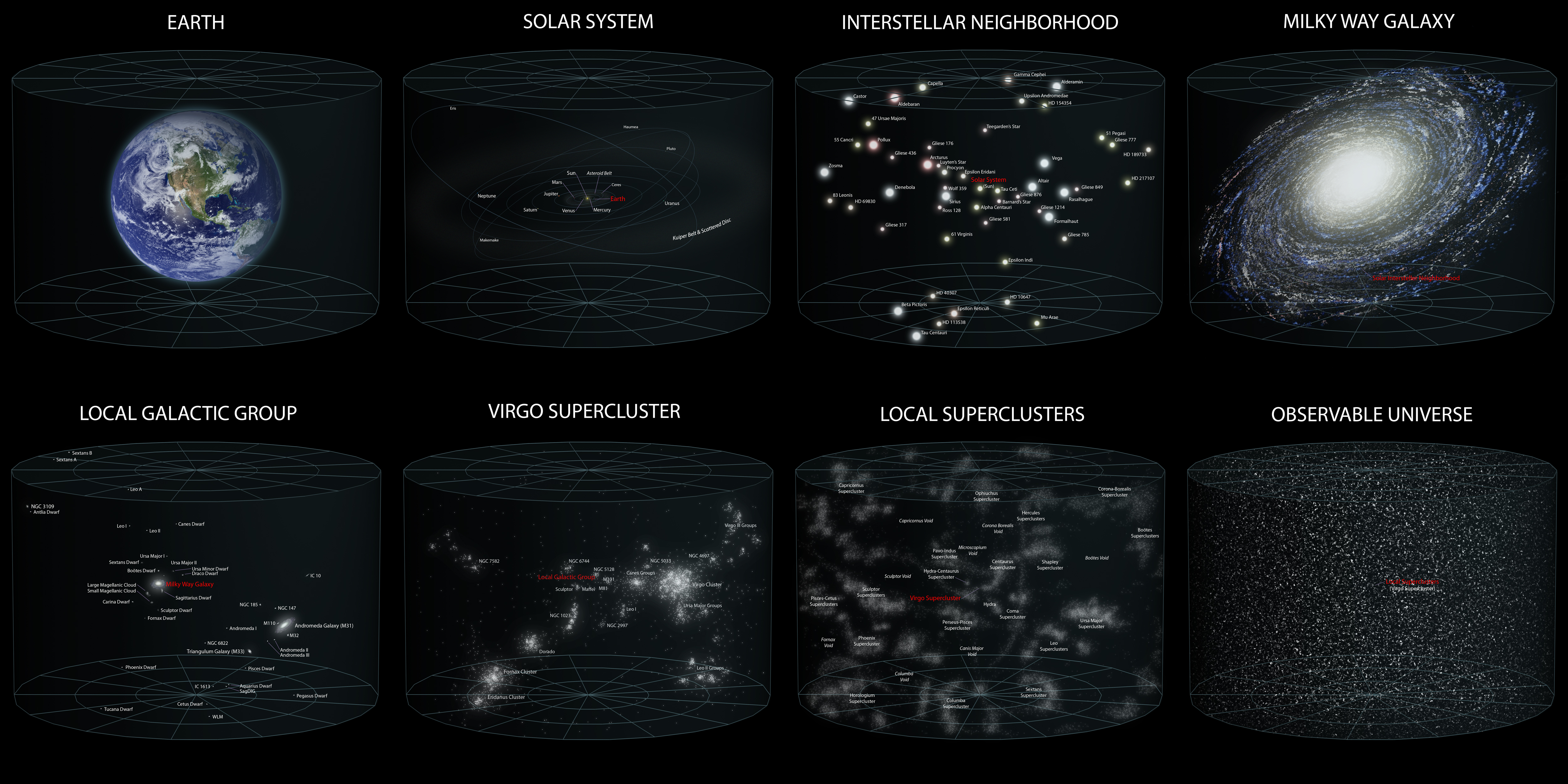
Positionnement de la Terre dans une série de huit cartes, à chaque fois sur une plus grande échelle, de gauche à droite et de haut en bas: la Terre, le Système Solaire, le voisinage interstelaire, la Voie lactée, le groupe local galactique, le superamas de la Vierge, les superamas galactiques locaux, et l'univers visible

L'âge de l'Univers est estimé, en juin 2014, à environ 13,8 milliards d'années ((13,798 ± 0,037) × 109 ans). La lumière émise par un astre ne peut pas avoir voyagé plus de 13,8 milliards d'années. Par conséquent, la lumière issue des objets les plus éloignés que nous puissions détecter, à la limite de la partie observable de notre Univers, aura mis 13,8 milliards d'années pour nous parvenir. Pendant ce temps, la lumière aura parcouru 13,8 milliards d'années-lumière et par conséquent, ce nombre fixe commodément la distance comobile de la partie observable de notre Univers.
C'est une autre question de savoir à quelle distance géométrique se situent actuellement les objets dont nous recevons la lumière, 13,8 milliards d'années après qu'ils l'ont émise. Pour déterminer cette distance, il faut adopter un modèle d'univers et connaissant la vitesse d'expansion de l'espace en déduire la distance dont se sera éloigné l'objet considéré depuis l'émission des photons. Dans le cadre du modèle standard de la cosmologie, la distance actuelle de l'horizon cosmologique est de l'ordre de 46,5 milliards d'années-lumière. Le diamètre de l'Univers observable est estimé à environ 93 milliards d'années-lumière soit 8,8 × 1023 km (8,8 × 1026 m),, ou encore 880 000 milliards de milliards de kilomètres.
Nous ne pouvons donc pas observer les objets situés sur l'horizon cosmologique à sa distance actuelle. Nous ne pouvons théoriquement observer les objets que jusqu'à la distance du fond diffus cosmologique, 380 000 ans après le Big Bang, quand l'Univers s'est assez refroidi pour permettre aux électrons de se joindre aux noyaux atomiques, ce qui a mené à l'arrêt de l'effet Compton des photons ambiants, permettant aux photons de survivre assez longtemps pour atteindre la Terre. Toutefois, il serait théoriquement possible d'extraire des informations d'avant cette époque, grâce à la détection des ondes gravitationnelles primordiales ou des neutrinos « fossiles ». Ces derniers n'ont pas encore été détectés et on cherche à mettre en évidence les ondes gravitationnelles du Big Bang, notamment par l'expérience BICEP, qui n'a pas donné de résultats concluants.

## Masse

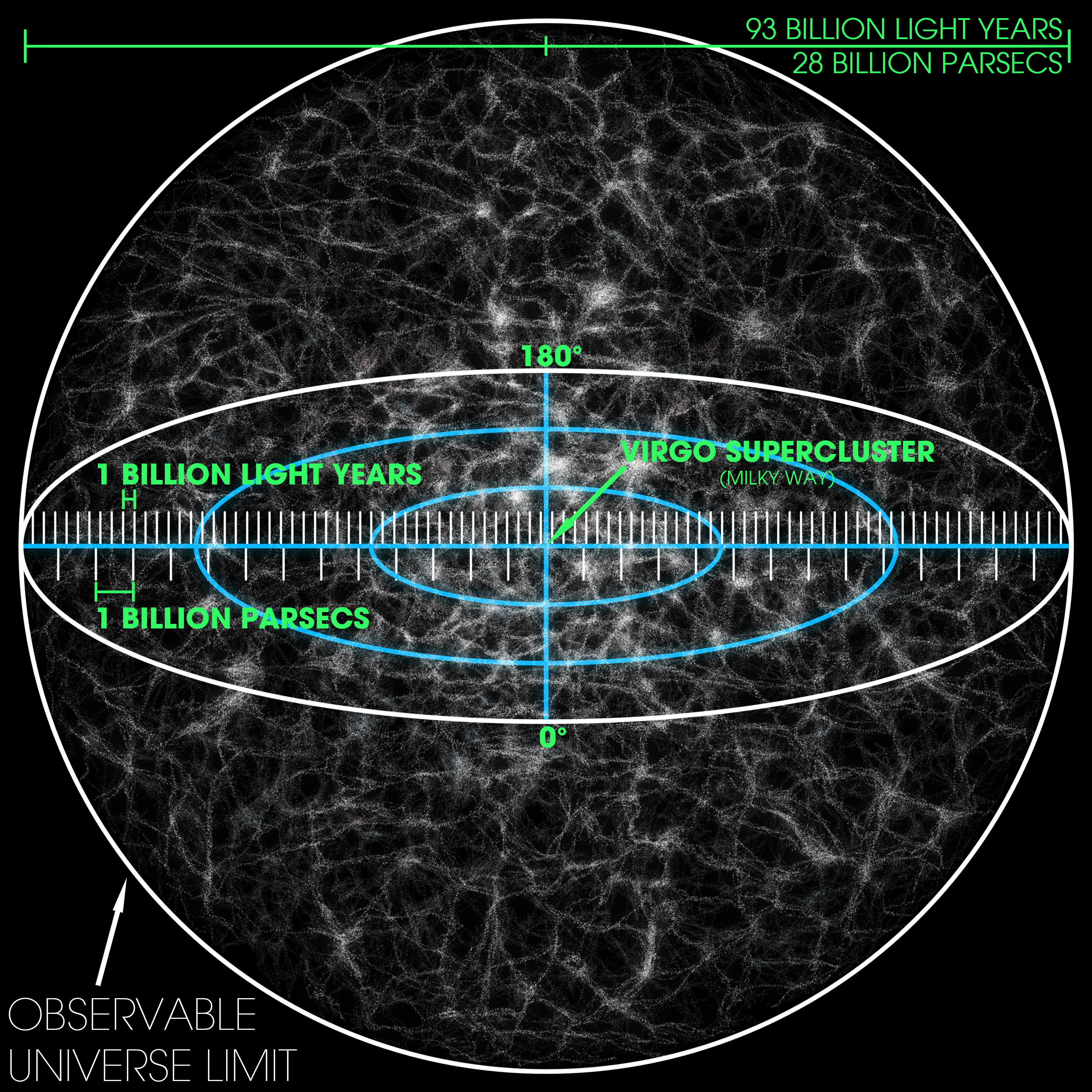
Visualisation de l'Univers observable en trois dimensions sur 93 milliards d'années-lumière (28 milliards de parsecs). L'échelle est telle que les légers grains de lumière représentent des regroupements de grands nombres de superamas. Le superamas de la Vierge où se trouve notre galaxie, la Voie lactée, est situé au centre, mais est trop petit pour être visible sur l'image.

Voici trois façons d'estimer en ordre de grandeur l'équivalent, en quantité de matière, de l'énergie présente dans la partie observable de notre Univers. Elles conduisent à un nombre total d'atomes de l'ordre de 1080 en chiffres ronds.
1. L'horizon de notre Univers est situé actuellement à environ 40 milliards d'années-lumière. Si l'on néglige les effets de courbure de l'espace, le volume de l'espace visible représente : 4/3 × π × R3 = 2 × 1080 m3. La densité critique de l'Univers, pour une constante de Hubble égale à 75 km/s/Mpc, est de : 3 × H2/(8 × π × G) = 10−26 kg/m3 ; soit environ cinq atomes d'hydrogène par mètre cube. En multipliant cela par le volume de la partie visible de l'Univers, on obtient 1081 atomes d'hydrogène, soit une masse de 1,7 × 1054 kg.
2. Une étoile typique « pèse » environ 2 × 1030 kg (c'est la masse du Soleil), ce qui fait environ 1057 atomes d'hydrogène par étoile. Une galaxie typique pourrait contenir entre 100 milliards et 400 milliards d'étoiles[18], chaque galaxie aurait donc en moyenne, selon un scénario « pessimiste », environ 1 × 1057 × 1 × 1011 = 1 × 1068 atomes d'hydrogène. Il y aurait entre 100 milliards et 200 milliards de galaxies dans la partie observable de notre Univers[19], ce qui donne dans un scénario « pessimiste » 1 × 1068 × 100 × 109 = 1 × 1079 atomes d'hydrogène dans l'Univers, soit une masse de 1,7 × 1052 kg.
3. Enfin une façon simple, plus rigoureuse et moins arbitraire est de faire les calculs à partir des équations de Friedmann. Une application numérique pouvant être considérée comme une bonne première approximation de la réalité donne une densité actuelle de 5 × 10−27 kg/m3 pour un volume total de l'Univers de 1081 m3 dont nous ne verrions que 20 %. Ces nombres conduisent à 1054 kg de matière, c'est-à-dire à 5 × 1080 atomes, dans la partie observable de notre Univers.

## Objets les plus distants
À ce jour (juin 2024), la galaxie la plus lointaine découverte est JADES-GS-z14-0, avec décalage vers le rouge de 14,32+0,08
 −0,20, ce qui la situerait à 13,5 milliards d'années-lumière, et formée 290 millions d'années après le Big Bang.
Les autres galaxies les plus distantes observées à ce jour seraient :
- GN-z11 dans la constellation de la Grande Ourse, située à 13,4 milliards d'années-lumière, probablement formée juste 400 millions d'années après le Big Bang[21].
- la galaxie z8 GND 5296, dont la découverte a été annoncée le 23 octobre 2013, formée environ 700 millions d'années après le Big Bang[22],[23] ;
- la galaxie MACS0647-JD, dont la découverte a été annoncée le 15 novembre 2012[24] ;
- la galaxie UDFy-38135539, découverte en 2010, dont l'âge est estimé à environ 13,1 milliards d'années ;
- la galaxie UDFj-39546284, découverte en 2011, dont l'âge est estimé à environ 13,2 milliards d'années ;
- les galaxies de l'amas galactique Abell 2218, découvert en 2001, dont l'âge est estimé à environ 13 milliards d'années.